# CESI
CESI (fork. for Confédération Européenne des Syndicats Indépendants; dansk: Den europæiske sammenslutning af uafhængige fagforbund) er en europæsisk paraplyorganisation for uafhængige fagforbund.  Organisationen blev dannet i 1990 og har hovedsæde i Bruxelles.
De 33 medlemsforbund har i alt 5 mio. medlemmer. Fælles for forbundene er, at de er uafhængige af hovedorganisationer og politisk neutrale i modsætning til store dele af den øvrige fagbevægelse. CESI arbejder for fagforeningsfrihed og repræsenterer sine medlemmer i forhold til EU's politiske institutioner. 
Det danske fagforbund Frie Funktionærer er medlem af CESI. 